# Clivia caulescens
Clivia caulescens är en amaryllisväxtart som beskrevs av Robert Allen Dyer. Clivia caulescens ingår i släktet Clivia, och familjen amaryllisväxter. Inga underarter finns listade i Catalogue of Life.